# دعسوقة الشمام
دُعْسُوقَة الشَّمَّام نوع من الخنافس في فصيلة الدعسوقيات.

## معرض الصور

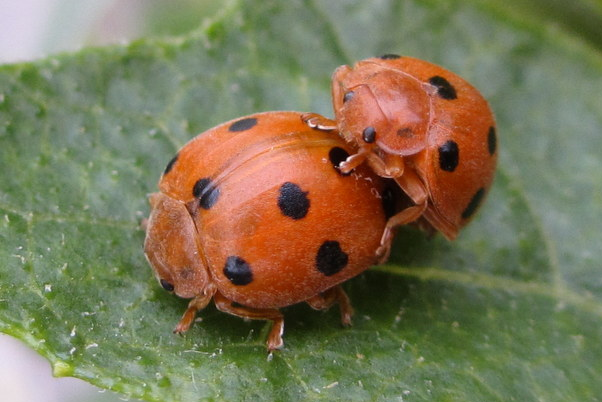
تزاوج
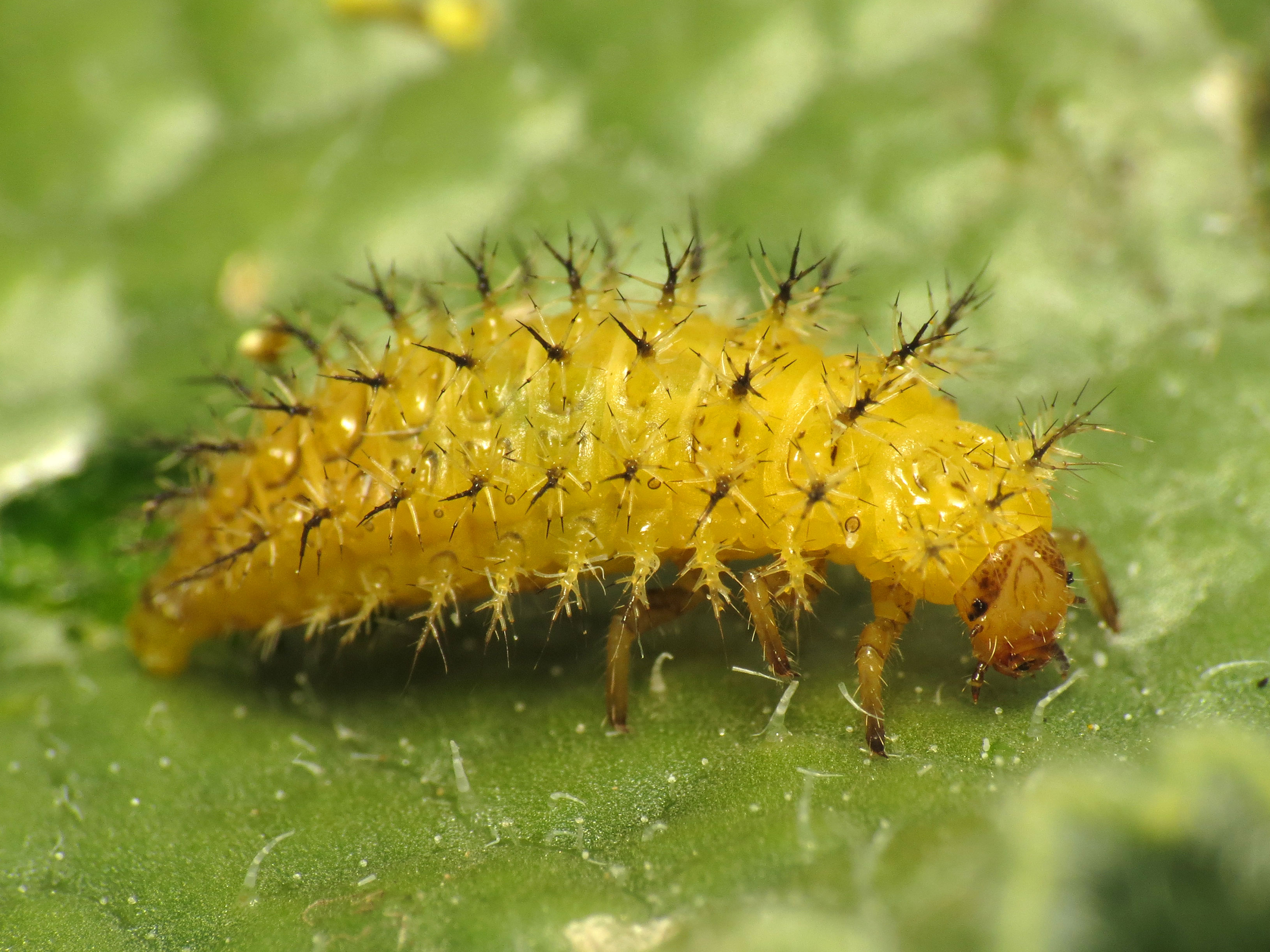
يرقة الطور الرابع
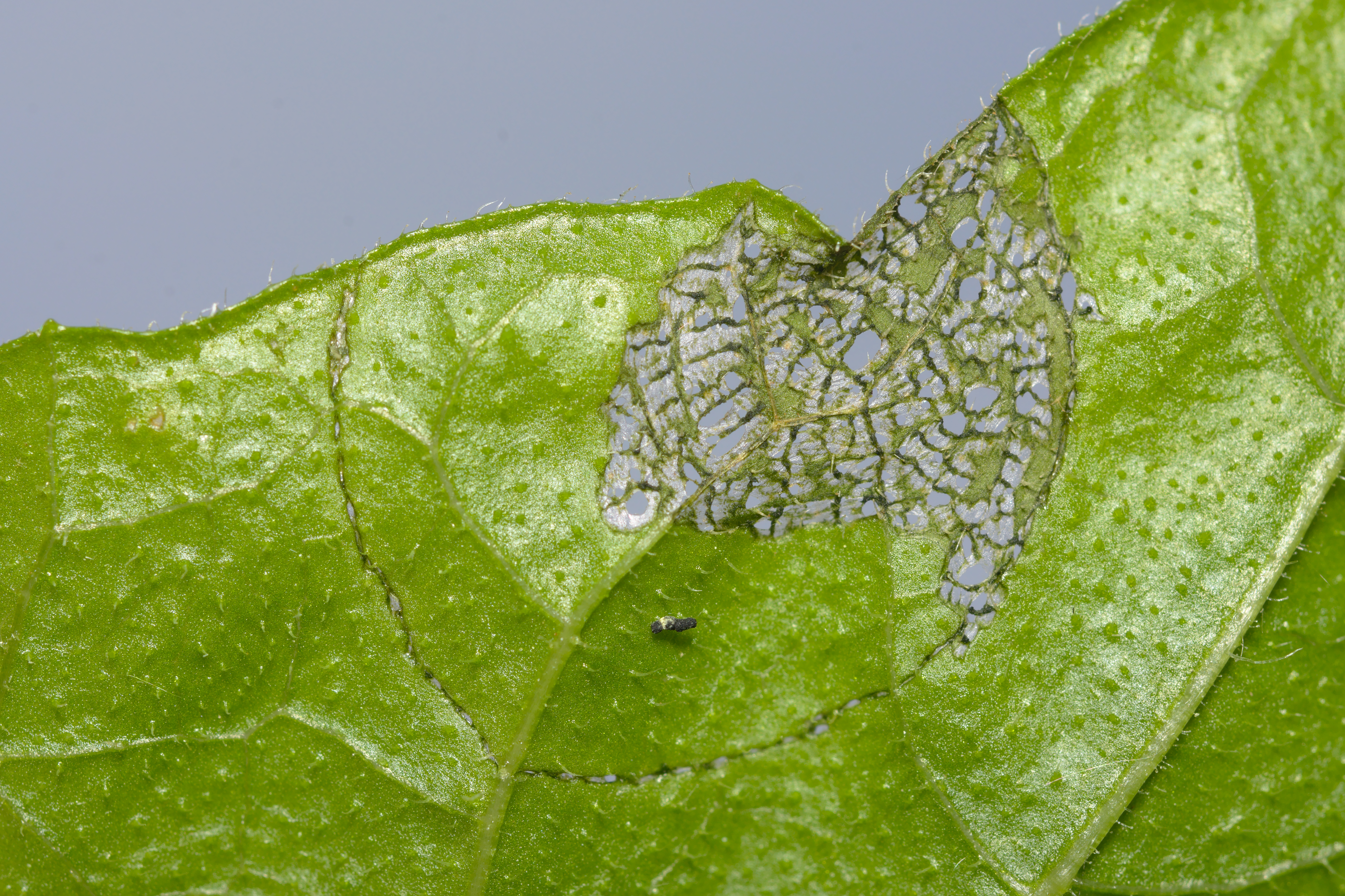
علامات التغذية النموذجية
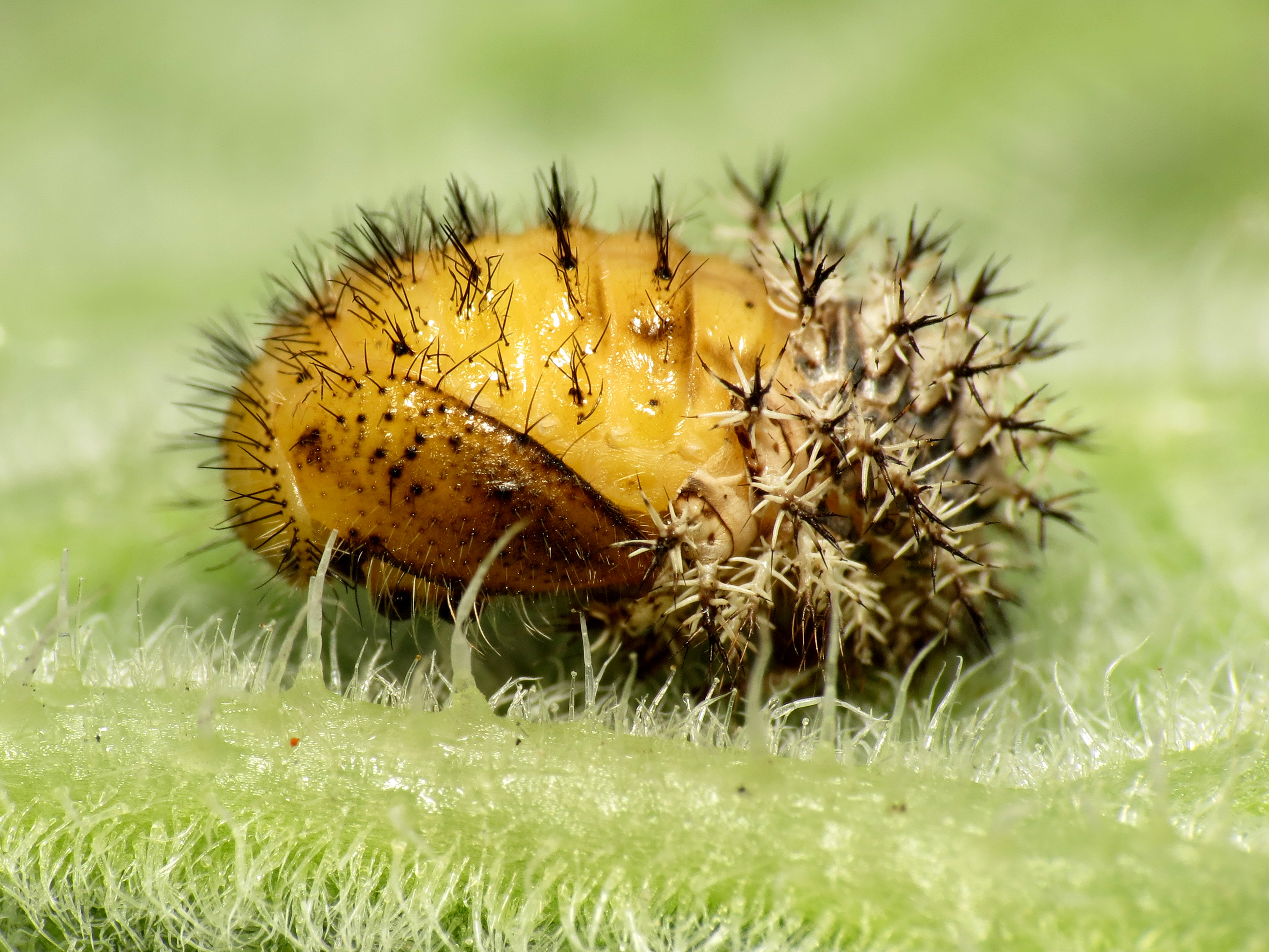
عذراء